# Phare de Norrskär
Le phare de Norrskär (en finnois : Norrskärin majakka) est un feu situé sur l'archipel de Norrskär, appartenant à la municipalité de  Korsholm dans le détroit de Kvarken, en Ostrobotnie (Finlande).

## Histoire
Le phare de Norrskär est situé sur le côté sud-ouest de l'île de Norrskär. Le phare se situe àenviron 50 km à l'ouest de Vaasa.
Il a été construit en 1847 en briques à l'origine, mais plus tard, la tour de phare a été renforcée en béton armé. Il utilise toujours son système optique d'origine à lentille de Fresnel.
Norrskär fut le dernier phare habité en Finlande, dont les gardiens ont quitté la station en 1987, l'année de son automatisation.
Avec le phare de Russarö et le phare de Söderskär, il est le troisième phare finlandais octogonal survivant.

## Description
Le phare  est une tour octogonale en maçonnerie de 21 mètres de haut, avec galerie et lanterne. La tour est peinte en noir avec une large bande blanche en son milieu. Il émet, à une hauteur focale de 32 mètres, trois éclats blancs toutes les 60 secondes. Sa portée nominale est de 16 milles nautiques (environ 30 km).
Identifiant : ARLHS : FIN-033 - Amirauté : C4250 - NGA : 17912 .

## Caractéristique du feu maritime
Fréquence : 60 secondes (W-W-W)
- Lumière : 6 secondes
- Obscurité : 21 secondes
- Lumière : 3 secondes
- Obscurité : 6 secondes
- Lumière : 3 secondes
- Obscurité : 21 secondes

|                    |
| L'île vue du phare |

|          |
| Norrskär |

### Lien connexe
- Liste des phares de Finlande